# Maitri upanishad
Maitri upanishad é uma obra da literatura indiana.
Esta upanishad contando o encontro entre o rei Brihadrata e o sábio Shakayanya, é considerada como as base para o desenvolvimento posterior do samkhya (darshana), cujo primeiro tratado data de séculos após esta obra.
Ela fala sobre os gunas, explica a sua natureza, o atman, a relação entre atman e brahman, etc.